# تالين قرش
تالين قرش إعلامية ومخرجة أردنية.

## حياتها الخاصة
حاصلة على الماجيستير في الإعلام، بعدما نالت البكالوريوس في لبنان
خاضت تجربه الإخراج عندما عاشت في لندن فتره من أجل الحصول على الماجستير مع مجموعه من الشباب الأردني تحدد هدفهم في «التعريف بنتاجهم السينمائي»، وقد دعمتهم الهيئة الملكية الأردنية للأفلام، إضافة إلى بعض المؤسسات الخاصة.
شاركت معهم بمجموعة أفلام ليست قليلة، مدتها قصيرة لا يتجاوز كل واحد منها نصف الساعة، وتناقش قضايا وظواهر اجتماعية خاصة بالمجتمع الأردني، وقد حصل فيلمها الذي أخرجته (عاليه) على الجائزة الثانية.

## مشوارها المهني
بدأت عملها في مع قناة «إم بي سي» مع برنامج «اكشن اضواء» الذي يهتم بآخر الاخبار الفنية وتوقف بثه من بيروت لينحصر في مصر. وهكذا انتقلت تالين إلى تقديم «bigbyte» المعني بآخر مستحدثات التكنولوجيا فيما يتعلق بالعاب الكومبيوتر والفيديو وسبقتها في تقديمه مذيعتان من المحطة. و
عام 2001 اختيرت من بين عدد كبير من المقدمات والممثلات لتقديم مهرجان «جائزة الملك عبد الله الثاني للابداع الموسيقي»، بالاشتراك مع زميلها في قناة «ام بي سي» أيمن الزيود.
قدمت برنامج بيبسي كورة مع الممثل خالد سليم 
عام 2003 إنتقلت لشاشة المؤسسة اللبنانية للإرسال ال بي سي لتقدم برنامج بيبسي ميوزيكا 
قدمت إعلانا لشركة المشروب الغازي بيبسي
قدمت مهرجان الأغنية الأردنية الرابع عام 2004 وبرنامج رمضان معنا أحلى على شاشة التلفزيون الأردني
بين العامين 2006-2007 قدمت برنامجا إذاعيا على راديو روتاناالأردن
قدمت عدة برامج لقنوات في الإمارات العربية المتحدة تلفزيون دبي خلال مهرجانات الصيف والتسوق وتلفزيون عجمان عام 2002 وأخرها في قناة أنفينتي أول برنامج قدمته كان «صباح الخير» مجموعة من التقارير المصورة عن موضوعات متنوعة تهم الأسرة بعدها برنامج عرفتي كيف 
عام 2006 قدمت برنامج تلفزيون الواقع «ستريت سمارتس» على انفينتي بمشاركة مجموعة مؤلفة من 16 شاباً وصبية من دول عربية عدة، حيث جرى تقديم جائزة نقدية بقيمة مئة ألف دولار للفائز. وفي البرنامج قسم المتسابقين إلى فريقين مختلطين، خضعوا لاختبارات لتقييم مهاراتهم وخبراتهم من خلال 16 مهمة فكرية مكثفة في مجال الأعمال والترفيه والإبداع
عام 2008 قدمت برنامج  ريل سمارتس على انفينتي 